# Kari Myyryläinen
Kari Myyryläinen (né le 22 octobre 1963 à Hyvinkää) est un coureur cycliste finlandais. Professionnel de 1986 à 1988 chez Reynolds, il remporte une étape du Tour de Burgos et du Tour de l'Avenir avant de redescendre chez les amateurs, où il continue à obtenir de nombreux titres nationaux. Durant sa carrière, il participe à des compétitions sur route, en cyclo-cross, mais également sur piste et en VTT. 

## Palmarès

### Cyclisme sur route
- 1980
  -  Champion de Finlande du contre-la-montre juniors
  - 3e du championnat des Pays nordiques du contre-la-montre par équipes juniors
- 1981
  -  Champion de Finlande sur route juniors
  -  Champion de Finlande du contre-la-montre juniors
- 1982
  - Champion des Pays nordiques du contre-la-montre par équipes[n 1]
- 1983
  -  Champion de Finlande sur route
  -  Champion de Finlande du contre-la-montre
  - 2e du Berliner Etappenfahrt
  - 3e du championnat des Pays nordiques du contre-la-montre par équipes
- 1984
  -  Champion de Finlande du contre-la-montre
- 1985
  -  Champion de Finlande sur route
  -  Champion de Finlande du contre-la-montre
  - Grand Prix de France
  - 3e de Paris-Montdidier
  - 9e du championnat du monde sur route amateurs
- 1986
  -  Champion de Finlande sur route
  - Paris-Évreux
  - 2e du Berliner Etappenfahrt
  - 2e du championnat des Pays nordiques sur route
  - 2e de la Scandinavian Open Road Race
- 1987
  - 2e étape du Tour de Burgos
  - 6e étape du Tour de l'Avenir
- 1990
  - 1re et 3e étapes du Tour de Norvège
- 1991
  - 4e étape de la Cinturón a Mallorca
- 1993
  -  Champion de Finlande du contre-la-montre
- 1995
  -  Champion de Finlande du critérium
- 1996
  - 3e du championnat de Finlande sur route

#### Résultats sur le Tour d'Italie
1 participation
- 1988 : abandon (10e étape)

### Cyclisme sur piste
- Champion de Finlande de la course aux points en 1984

### Cyclo-cross
- 1983-1984
  -  Champion de Finlande de cyclo-cross
- 1991-1992
  -  Champion de Finlande de cyclo-cross
- 1992-1993
  -  Champion de Finlande de cyclo-cross
- 1994-1995
  -  Champion de Finlande de cyclo-cross
- 1995-1996
  -  Champion de Finlande de cyclo-cross

### VTT
- 1994
  - 2e du championnat des Pays nordiques de cross-country